# Hippo bokförlag
Hippo bokförlag är ett svenskt bokförlag som grundades 2011 och drivs av Marianne Lindfors och Maria Skymne. Hippo ger i första hand ut barn- och ungdomsböcker. Förlaget har bland annat gett ut boken Snöret, fågeln och jag av Ellen Karlsson och Eva Lindström, som tilldelades Augustpriset 2013. 
Andra prisbelönta titlar är Jag vill ha min hatt av Jon Klassen som fick Deutscher Jugendliteraturpreis 2013, samme författares bok Det är inte min hatt som fick Caldecott Medal 2013 och Sam och David gräver grop ihop av Mac Barnett och Jon Klassen, belönad med Caldecott Medal 2015.